# Kamienica przy ul. Dąbrowskiego 52 w Poznaniu
Kamienica przy ul. Dąbrowskiego 52 – szkieletowa kamienica zlokalizowana w Poznaniu, na Jeżycach, przy ul. Dąbrowskiego 52 (południowa pierzeja). Wzniesiono ją około roku 1894.

## Charakterystyka
Obiekt, według Doroty Leśniewskiej (znawczyni poznańskiej architektury), łączy w sobie dwie tendencje: tzw. styl szwajcarski (bardzo dekoracyjny) z rozwiązaniami wielkomiejskiej kamienicy czynszowej. Widoczne belki tworzą skomplikowany wzór na elewacji z żółtej cegły. Balustrady balkonowe wystające z niezbyt głębokiej loggi wykonano natomiast z metalu. Środkowa partia poddasza jest optycznie wydzielona i posiada osobne dachy. Kamienica stoi przy wylocie ul. Kościelnej, co sprawia, że jest doskonale wyeksponowana. O wyborze materiału zadecydowały przepisy rejonów fortecznych Twierdzy Poznań, zabraniające budowy budynków z trwałych materiałów na przedpolu twierdzy.
W pobliżu kamienicy znajdują się m.in.: Rynek Jeżycki, kino Rialto, wieżowiec Omega, szkoła przy ul. Dąbrowskiego 73, kamienica pod numerem 42 czy szkoła przy ul. Słowackiego 54/60.